# Feinzahnhai
Der Feinzahnhai (Carcharhinus isodon) ist eine Art der Gattung Carcharhinus innerhalb der Requiemhaie (Carcharhinidae). Das Verbreitungsgebiet dieser Art reicht von New York über Florida bis in den Golf von Mexiko vor, zudem existiert eine Population vor der Küste Brasiliens.

## Aussehen und Merkmale

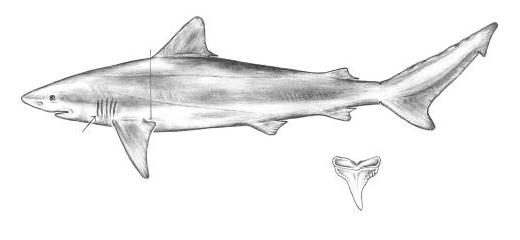
Zeichnung eines Feinzahnhais und eines Zahns

Der Feinzahnhai ist ein mittelgroßer Hai mit einer Maximallänge von etwa 190 Zentimetern, wobei die Durchschnittslänge bei etwa 150 Zentimeter liegt. Er hat eine blau-graue Rückenfärbung und einen weißen Bauch. An den Körperseiten kann sich ein undeutliches weißes Band befinden.
Er besitzt eine Afterflosse und zwei Rückenflossen. Die erste Rückenflosse beginnt etwa auf gleicher Höhe wie die sehr klein ausgebildeten Brustflossen. Ein Interdorsalkamm ist nicht vorhanden. Die Schnauze ist langgezogen und die Augen sind vergleichsweise groß. Wie alle Arten der Gattung besitzen die Tiere fünf Kiemenspalten und haben kein Spritzloch. Die Kiemenspalten sind im Vergleich zu anderen Arten der Gattung sehr lang. Benannt ist der nach den fast gleichförmigen Zähnen im Unter- und Oberkiefer (isodon = „Gleichzahn“). Diese sind schlank und aufrecht stehend.

## Lebensweise

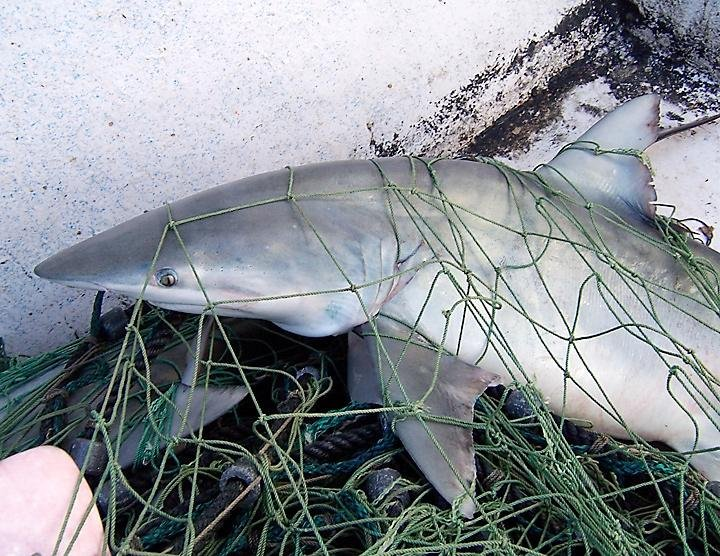
Gefangener Feinzahnhai

Der Feinzahnhai lebt in Küstennähe über dem Kontinentalsockel. Er ernährt sich räuberisch, wobei vor allem kleine Knochenfische und verschiedene Tintenfische zu seinem Nahrungsspektrum gehören. Der Hai bildet Gruppen, so genannte Schulen, und ist wahrscheinlich saisonal wandernd.
Er ist wie andere Arten der Gattung lebendgebärend und bildet eine Dottersack-Plazenta aus (plazental vivipar). Das Weibchen bringt 1 bis 6 Junghaie zur Welt, diese haben eine Größe von etwa 50 bis 60 Zentimeter. Für die Geburt wandern die Mutterhaie in ufernahe Flachwassergebiete.

## Verbreitung

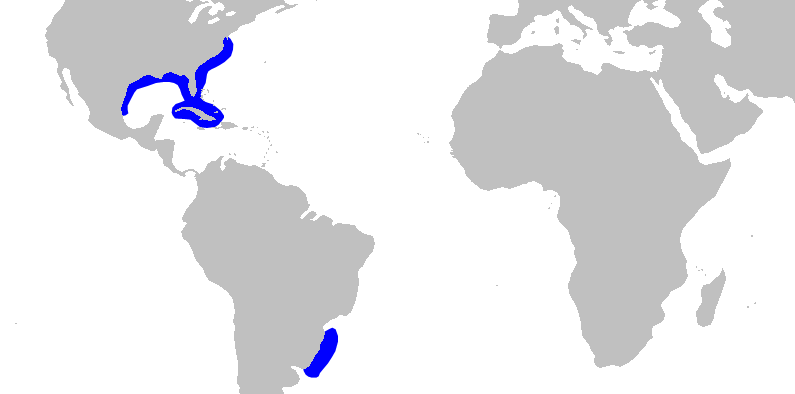
Verbreitungsgebiete des Feinzahnhais

Das Verbreitungsgebiet des Feinzahnhais ist auf den westlichen Atlantik beschränkt. Er kommt entlang der Küste von New York über Florida bis in den Golf von Mexiko vor, zudem existiert eine Population vor der Küste Brasiliens. Eine weitere Population vor der Küste Senegals wird angenommen, ist jedoch nicht gesichert.